# Johnny Cash with His Hot and Blue Guitar!
Johnny Cash with His Hot and Blue Guitar é o álbum de estreia do cantor Johnny Cash, lançado em 1957. O álbum contém quatro de seus maiores hits: "I Walk the Line", "Cry! Cry! Cry!", "So Doggone Lonesome" e "Folsom Prison Blues". Ele foi relançado em 23 de julho de 2002 como uma edição expandida, com a gravadore Varese Vintage, contendo cinco músicas bônus, três em versões alternativas das músicas já presentes no LP original.
O primeiro LP foi feito pela gravadora Sam Phillips' Sun Records.

## Faixas
Todas as faixa por Johhny Cash, exceto onde anotado.
1. "Rock Island Line" (Lead Belly) – 2:11
2. "(I Heard That) Lonesome Whistle" (Jimmie Davis, Hank Williams) – 2:25
3. "Country Boy" – 1:49
4. "If the Good Lord's Willing" (Jerry Reed) – 1:44
5. "Cry! Cry! Cry!" – 2:29
6. "Remember Me (I'm the One Who Loves You)" (Stuart Hamblen) – 2:01
7. "So Doggone Lonesome" – 2:39
8. "I Was There When It Happened" (Jimmie Davis, Fern Jones) – 2:17
9. "I Walk the Line" – 2:46
10. "Wreck of the Old 97" (Trad. (prob. Charles Noell); arr. Cash) – 1:48
11. "Folsom Prison Blues" – 2:51
12. "Doin' My Time" (Jimmie Skinner) – 2:40

## Créditos
- Johnny Cash - Vocal
- Luther Perkins - Guitarra elétrica
- Marshall Grant - Baixo
- Al Casey - Guitarra